# Eleron (automobil)

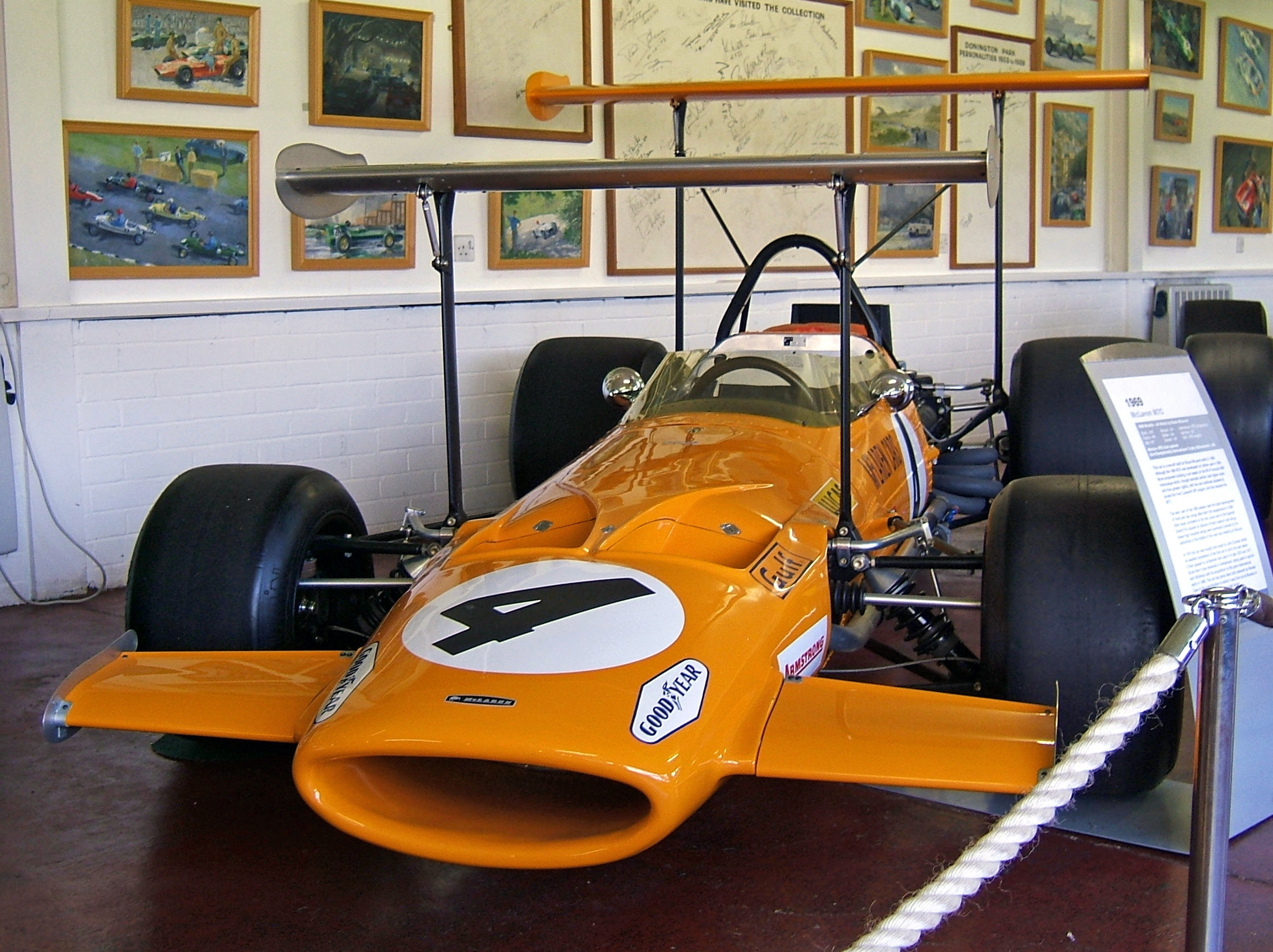
Un McLaren M7C din 1969 cu trei eleroane, design interzis in timpul aceluiasi sezon de Formula 1.

Un eleron (din franceză aileron) este un dispozitiv aerodinamic a cărui funcție este de a mări aderența unui autoturism sau/și de a îmbunătăți estetica acestuia.

## Cum functioneaza
Un eleron deviază cursul aerului care circulă deasupra unui autoturism în mișcare în direcție verticală pentru a împinge mașina în sens opus (principiul acțiunii și reacțiunii) generând astfel mai multă aderență (pentru că presiunea dintre suprafața de contact al anvelopei și asfalt este mai mare) cu costul de a micșora viteza maximă (pentru că mărește coeficientul de rezistență aerodinamică).

## Confuzia între eleron (wing) și spoiler
Eleroanele și spoilere sunt des confundate din cauza aspectului asemănător, deși funcționează în mod diferit și au efecte diferite:
Un eleron (wing, în engleză aripă, pentru că funcționează ca o aripa de avion întoarsă) are ca scop crearea de portanță negativă (downforce literal în engleză forța-jos), mărind aderență dar micșorând viteza maximă.
Un spoiler (în engleză cineva care strică) are ca scop 'stricarea' efectului lui Bernoulli care creează presiune mică în spatele mașinii, astfel presiunea în spatele mașinii rămâne normala și coeficientul de rezistență aerodinamică mic, îmbunătățind viteza maximă și consumul mașinii, dar neschimbând aderența (downforce).